# Johan Plum
Johan(nes) Plum (ca. 1628 – 18. november 1701 i København) var en dansk embedsmand.
Han var søn af professor Claus Plum og hustru Maren Winstrup og blev generalkirkeinspektør og forstander for Tugt- og Børnehuset. Han var gift med Else Margrethe Bülcke.